# Фуад Мебаза
Фуад Мебаза (арап. فواد المبزع; 15. јун 1933 — 23. април 2025) био је политичар из Туниса, који је био вршилац дужности председника Туниса од 15. јануара до 13. децембра 2011. године. Био је председник Посланичког дома из Туниса од 1997, а раније је радио као министар омладине и спорта, министар здравља, и министар за културу и информисање.